# Theóphilo de Almeida Torres
Theóphilo de Almeida Torres (Macaé, 12 de março de 1863 – Rio de Janeiro, 30 de maio de 1928) foi um médico brasileiro.

## Carreira
Doutorado em medicina pela Faculdade de Medicina do Rio de Janeiro em 1886, defendendo a tese “Estudo clínico da diátese fibrosa”. Foi eleito membro da Academia Nacional de Medicina em 1894, ocupando a Cadeira 58, que tem Aloísio de Castro como patrono.